# Jeszensky János (trein)
De Jeszensky János is een internationale trein tussen Hamburg en Boedapest via Praag. De trein draagt de Hongaarse naam voor de in Breslau geboren Slowaakse filosoof Ján Jesenský.

## EuroCity
In 2004 werd de, in 2000 opgeheven, rechtstreekse EuroCity verbinding tussen Hamburg en Boedapest weer in de dienstregeling opgenomen. De trein kreeg niet de naam EC Comenius omdat de treinen door het Elbedal sinds 2003 zonder naam reden. De treinnummers waren inmiddels in gebruik voor de EuroCity tussen Praag en Denemarken. Deze laatste werd omgenummerd en de trein tussen Hamburg en Boedapest kreeg zijn oude nummers terug. Sinds 12 december 2004 rijdt de EC 174,175 weer tussen Boedapest en Hamburg. Op 9 december 2007 werd de trein alsnog genoemd naar Jeszensky János.
| EC 174 | land      | station                       | km   | EC 175 |
| ------ | --------- | ----------------------------- | ---- | ------ |
| 06:10  | Hongarije | Boedapest-Keleti pályaudvar   | 0    | 23:47  |
|        | Hongarije | Rákospalota-Újpest            | 9    |        |
|        | Hongarije | Vác                           | 35   |        |
|        | Hongarije | Nagymaros-Visegrád            | 52   |        |
|        | Hongarije | Szob                          | 65   |        |
|        | Slowakije | Štúrovo                       | 80   |        |
|        | Slowakije | Nové Zámky                    | 124  |        |
|        | Slowakije | Bratislava hlavná stanica     | 215  |        |
|        | Slowakije | Kúty                          | 279  |        |
|        | Tsjechië  | Břeclav                       | 297  |        |
|        | Tsjechië  | Brno hlavní nádraží           | 356  |        |
|        | Tsjechië  | Pardubice hlavní nádraží      | 507  |        |
|        | Tsjechië  | Kolín                         | 549  |        |
|        | Tsjechië  | Praha hlavní nádraží          | 611  |        |
|        | Tsjechië  | Praha-Holešovice              | 614  |        |
|        | Tsjechië  | Ústí nad Labem hlavní nádraží | 717  |        |
|        | Tsjechië  | Děčín hlavní nádraží          | 740  |        |
|        | Duitsland | Bad Schandau                  | 763  |        |
|        | Duitsland | Dresden Hauptbahnhof          | 803  |        |
|        | Duitsland | Elsterwerda                   | 860  |        |
|        | Duitsland | Berlin Südkreuz               | 1002 |        |
|        | Duitsland | Berlin Hauptbahnhof           | 1006 |        |
|        | Duitsland | Berlin-Spandau                | 1018 |        |
|        | Duitsland | Wittenberge                   | 1131 |        |
|        | Duitsland | Ludwigslust                   | 1176 |        |
|        | Duitsland | Büchen                        | 1237 |        |
|        | Duitsland | Hamburg Hbf                   | 1291 |        |
|        | Duitsland | Hamburg Dammtor               | 1293 |        |
| 20:59  | Duitsland | Hamburg-Altona                | 1298 | 09:14  |